# Eritrichium baicalense
Eritrichium baicalense är en strävbladig växtart som beskrevs av Mikhail Grigoríevič Popov och Ovczinnikova. Eritrichium baicalense ingår i släktet Eritrichium och familjen strävbladiga växter. Inga underarter finns listade i Catalogue of Life.